# Rosebel-goudmijn

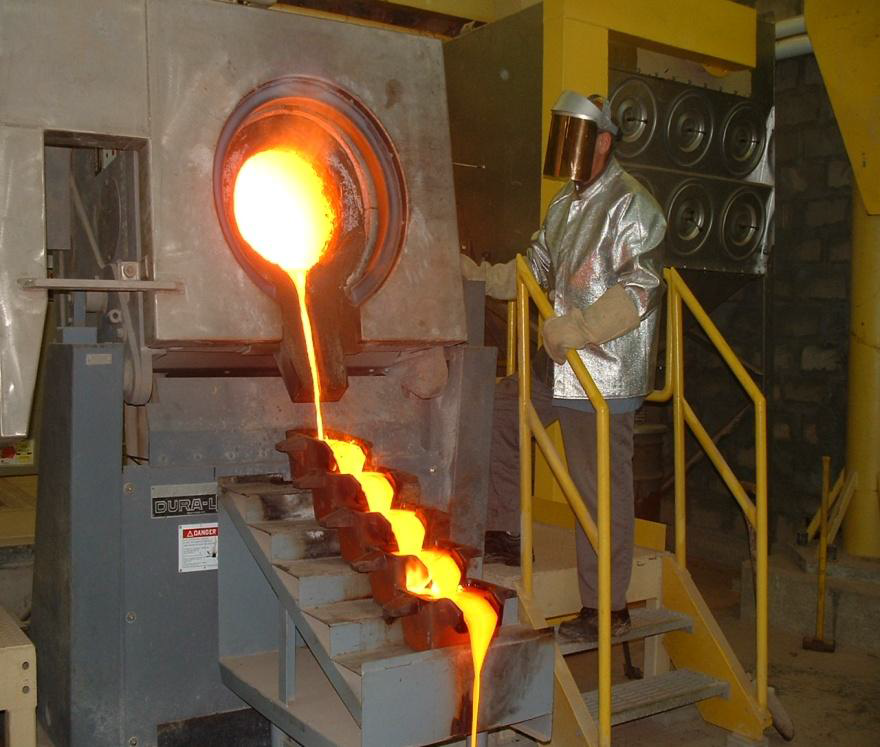
Goud gieten bij Rosebel

De Rosebel-goudmijn is een project in Suriname dat in handen was van het bedrijf IAMGOLD, met 95% van de aandelen, en de Surinaamse Staat, met 5%. IAMGOLD verkocht de Rosebel-goudmijn in oktober 2022 aan het Chinese Zijin Mining Group; de koop werd in februari 2023 afgerond. De naam is sindsdien Zijin Rosebel Goldmines.

## Ligging en productie
De mijn ligt in het Brokopondo in het noordoosten van Suriname. De mijn ligt op ongeveer 85 kilometer ten zuiden van de hoofdstad Paramaribo. In de nabijheid bevindt zich de Gross Rosebel Airstrip met een verbinding naar Zorg en Hoop Airport in Paramaribo. De maatschappij heeft een concessie om in een gebied van 170 km² goud te zoeken en te winnen.
In 2002 kreeg IAMGOLD het recht om goud te winnen voor een periode van 25 jaar. Dit werd in 2013 verlengd en loopt nu tot het jaar 2042.
Er zijn een aantal open mijnen en het erts wordt ter plaatse gebroken om het goud er later uit te halen. 
| Jaar | Productie (ounces, 100%) | Goudgehalte (gram/ton) | Kosten goudwinning (per ounce goud) |
| ---- | ------------------------ | ---------------------- | ----------------------------------- |
| 2011 | 406.000                  | 1,0                    | niet bekend                         |
| 2012 | 402.000                  | 1,02                   | niet bekend                         |
| 2013 | 354.000                  | 0,94                   | US$ 1063                            |
| 2014 | 342.000                  | 0,86                   | US$ 1045                            |
| 2015 | 302.000                  | 0,80                   | US$ 1165                            |
| 2016 | 312.000                  | 0,82                   | US$ 988                             |
| 2017 | 318.000                  | 0,83                   | US$ 931                             |
| 2018 | 302.000                  | 0,82                   | US$ 1006                            |
| 2019 | 264.000                  | 0,71                   | US$ 1165                            |
| 2020 | 245.000                  | 0,82                   | US$ 1224                            |
| 2021 | 188.000                  | 0,70                   | US$ 1859                            |
| 2022 | 252.000                  | 1,00                   | US$ 1753                            |

In september 2014 werd bekend dat IAMGOLD in totaal US$ 100 miljoen moet bezuinigen vanwege de lage goudprijs. Bij de Rosebel-mijn wordt meer goud uit hardgesteente gehaald waarbij de productiekosten hoger zijn dan bij een zachtgesteente. Verder kampt het bedrijf met illegale mijnactiviteiten waardoor de inkomsten van het bedrijf en de Staat zijn afgenomen.

## Geschiedenis
In 1879 was in het gebied al goud aangetoond. Vanaf 1994 werd in het gebied serieus naar goud gezocht en in 2002 werd het onderzoek afgesloten. Na het verkrijgen van de noodzakelijke vergunningen werd in 2003 met de bouw van de mijn begonnen. In februari 2004 kwam de mijn daadwerkelijk in productie.
In 1994 waren de mijnbedrijven Cambior en Golden Star gelijke partners in dit project. In oktober 2001 verkocht Golden Star het belang aan Cambior, dat daarmee de enige eigenaar werd. In 2006 werd Cambior op zijn beurt overgenomen door IAMGOLD dat nu de grootste eigenaar is.
IAMGOLD verkocht het 95% aandelenbelang in de Rosebel-goudmijn in oktober 2022 aan het Chinese Zijin Mining Group. De transactie werd op 31 januari 2023 afgerond.

### Problemen met illegale mijnbouw
In 2016 waren er bij de mijn rellen met inwoners uit het dorpje Nieuw-Koffiekamp, de oorspronkelijke bewoners van het gebied. Het bedrijf heeft na overleg een deel van de concessie aan goudzoekers uit het dorp beschikbaar gesteld.
In 2019 werd een kleinschalige goudzoeker van een nabijgelegen dorp door een gewapende "taskforce" op de Rosebel concessie van Iamgold neergeschoten. De “taskforce” bestaat uit leden van het Korps Politie Suriname, het Surinaams Nationaal Leger, leden van de organisatie Ordening Goud Sector en bewakers van het mijnbouwbedrijf zelf. De jongeman (Furgil Aloeboetoe, 25) was illegaal op de concessie, maar hij was ongewapend. Na het schietincident braken er rellen uit, waarbij de kleinschalige goudzoekers vernielingen aanrichtten en een graafmachine in brand staken. De productie van de mijn werd na de rellen onmiddellijk stopgezet. Na het incident bleef er veel onduidelijkheid bestaan over wie er geschoten had en waarom. Familie van het slachtoffer en de politieke partij ABOP hebben bij de regering aangedrongen op strafrechtelijke vervolging van de schutter. Tevens eisten zij schadevergoeding door het bedrijf, onder andere voor de begrafeniskosten en verzorging van de kinderen van de doodgeschoten goudzoeker  
De voorzitter van de Federatie van kleinschalige gouddelvers in Suriname geeft de autoriteiten de schuld. De regering  zou zich niet aan de afspraken houden en voert geen transparant beleid over de kleinschalige goudmijnbouw. Met haar acties drijft de regering de illegale goudzoekers tot wanhoop waardoor er geweldsuitbarstingen kunnen plaatsvinden.